# Juan de Acre
Juan de Acre o Juan de Brienne (1227-1296) fue gran mayordomo de Francia de la casa de Brienne.
Era el benjamín Juan de Brienne, rey de Jerusalén, y la princesa Berenguela de León, hija del rey Alfonso IX de León. Su media hermana fue la reina Isabel II de Jerusalén.
Junto con sus otros hermanos, fue enviado a la corte del rey Luis IX de Francia en 1244. En 1258 fue nombrado gran mayordomo y se le encomendó tareas administrativas en Champaña. Participó en la Séptima Cruzada (de ahí su apodo de Acre), en la que murieron su hermano Alfonso y el rey Luis. En 1274 fue enviado a Castilla por el siguiente rey, Felipe III de Francia, para representar los intereses de los príncipes de la Cerda. 
En 1251, Johann se casó con María de Coucy, hija de Enguerrando III de Coucy. Después de su muerte se casó con Juana de Châteaudun, señora de Château-du-Loir e hija del vizconde Godofredo VI de Châteaudun. En ambos matrimonios no llegó a tener hijos.